# Couldn't Stand the Weather
Couldn't Stand the Weather är ett musikalbum av Stevie Ray Vaughan & Double Trouble som lanserades 1984 på Epic Records. Det var hans andra studioalbum och spelades in på The Power Station i New York. Jimmie Vaughan medverkar med gitarr på titelspåret och "The Things That I Used to Do".

## Låtlista
(låtar utan angiven upphovsman skrivna av Stevie Ray Vaughan)
1. "Scuttle Buttin' " – 1:52
2. "Couldn't Stand the Weather" – 4:40
3. "The Things That I Used to Do" (Eddie Jones) – 4:55
4. "Voodoo Child (Slight Return)" (Jimi Hendrix) – 8:01
5. "Cold Shot" (Michael Kindred, W. C. Clark) – 4:01
6. "Tin Pan Alley" (Robert Geddins) – 9:11
7. "Honey Bee" – 2:42
8. "Stang's Swang" – 2:46

## Listplaceringar
- Billboard 200, USA: #31[1]
- RPM, Kanada: #28[2]
- Nya Zeeland: #5[3]
- VG-lista, Norge: #14[4]
- Topplistan, Sverige: #36[5]